# Сельфосс (аэропорт)
Аэропорт Сельфосс (исл. Selfossflugvöllur), (ИКАО: BISF) — частный аэропорт, обслуживающий Сельфосс, Исландия. Аэропорт расположен в 1 км от городского центра Сельфосса на берегу реки Эльвюсау. Взлётно-посадочные полосы аэропорта очень короткие, поэтому обслуживаются только легкомоторные самолёты выполняющие частные рейсы внутри Исландии. Владельцем и оператором аэропорта является авиаклуб Сельфосса (исл. Flugklúbb Selfoss).

## История
Аэропорт был построен в 1973 году совместными усилиями членов сельфосского авиаклуба, по руководством Эйнара Элиассона, и отряда спасателей Сельфосса, под руководством Кьяртана Эгмундссона. Официальное открытие аэропорта состоялось 31 августа 1974 года, но первые полеты начались ещё в феврале 1974. В начале 90-х Управление гражданской авиации Исландии, а затем и Isavia, инвестировали в его развитие, техническое обслуживание и эксплуатацию, но аэропорт продолжает находиться в исключительной собственности членов Flugklúbb Selfoss. Терминал в аэропорту принадлежит Flugklúbb Selfoss и Isavia.
На территории аэропорта есть 5 ангаров, в которых размещается 13-15 самолетов, принадлежащих членам авиаклуба Сельфосса. Аэропорт является популярным местом для частных полетов, а также широко используется чартерными рейсами различных типов.
На территории аэропорта в 1999 году был установлен памятник присутствию британских ВВС в окрестностях Сельфосса — Мемориал, посвященный 269-й эскадрилье Королевских ВВС.

## Технические характеристики
Из двух взлётно-посадочных полос регулярно используется одна 05/23 на которой находятся трековые огни (в обычном состоянии не активны; включаются с частоты 122,8 Mhz и выключаются автоматически  через 18 минут). Взлёт и посадка осуществляется с обеих полос. На поле расположен ненаправленный приводной радиомаяк (идент.:SE). Аэропорт открыт 24 часа в сутки, но взлёт с 23:00 до 07:00 и приземления с 18:00 до 7:00 запрещёны из соображений безопасности и шума на местности (кроме экстренных ситуаций).